# کارول کینتون
کارول کینتون (انگلیسی: Carole Quinton؛ زادهٔ ) ورزشکار دو و میدانی اهل بریتانیا است.